# BE-3
Il BE-3 (Blue Engine 3) è un motore a razzo a idrogeno ed ossigeno liquido sviluppato da Blue Origin.
Lo sviluppo del motore iniziò nel 2010 e si concluse nel 2015. Attualmente il motore è implementato nel veicolo di lancio New Shepard, anch'esso progettato e costruito da Blue Origin, iniziando i test di volo nel 2015. Inoltre, il motore è stato preso in considerazione da United Launch Alliance per il suo nuovo stadio superiore, l'Advanced Cryogenic Evolved Stage, che effettuerà il primo volo a bordo del veicolo di lancio orbitale Vulcan nel 2020.

## Storia
Il BE-3 segue allo sviluppo dei primi due motori a razzo costruiti da Blue Origin, negli anni 2000. Il BE-1 era un motore semplice, monopropellente, che utilizzava perossido e generava 8,9 kN di spinta; invece, il BE-2 era bipropellente (RP-1/LOX), e produceva 140 kN di spinta.
A Gennaio 2013 la compagnia ha annunciato lo sviluppo del Blue Engine 3, BE-3, un nuovo motore criogenico a idrogeno ed ossigeno liquidi. Il motore era stato originariamente progettato per generare una spinta di 440 kN, con i primi test sulla camera di combustione pianificati per metà Febbraio 2013 presso lo stabilimento Stennis, di proprietà della NASA. I test sulla camera vennero infine eseguiti in diverse occasioni nel 2013.
Il BE-3 è stato testato con successo a fine 2013, simulando un volo suborbitale completo, con fasi a livello del mare e variazioni nella spinta, dimostrando grande versatilità e durabilità a massima potenza, riavviandosi affidabilmente in un singolo test multifase. La NASA ha successivamente rilasciato un video del test.
Nel Dicembre 2013 Blue Origin ha aggiornato le specifiche del motore a seguito di test condotti in attrezzature poste nei pressi del mare. Questi test dimostrarono che il motore era in grado di produrre una spinta massima di 490 kN e abbassare la potenza fino 110 kN con successo per eseguire atterraggi controllati. Le specifiche finali del motore, rilasciate ad Aprile 2015 a seguito del completamento della fase di test, includevano una spinta minima di 89 kN, con capacità di variazione maggiore del 20% rispetto ai calcoli iniziali, mantenendo le altre specifiche precedentemente rilasciate pressoché invariate.
A Dicembre 2013 il motore ha eseguito più di 160 accensioni e 9100 secondi di operatività nelle attrezzature di test di Blue Origin presso Van Horn, in Texas. Test addizionali sul BE-3 sono stati condotti nel 2014, simulando un volo suborbitale completo. I test statici sul motore sono stati completati nell'Aprile 2015, dopo oltre 450 accensioni e 500 minuti di test cumulativi. Blue Origin ha programmato di effettuare il primo volo del motore nel New Shepard nel 2015.
Blue Origin eseguì il primo volo del motore sul New Shepard il 29 Aprile 2015, volando fino a 93,5 km dal livello del mare.
Nell'Aprile 2015 United Launch Alliance ha considerato di utilizzare il motore nel suo nuovo secondo stadio, l'Advanced Cryogenic Evolved Stage (ACES). Il Vulcan inizierà i voli orbitali nel 2019 con lo stadio superiore Centaur, ma sta valutando 3 motori di compagnie differenti per l'ACES, prevedendo il primo volo nel 2023, con una selezione prima del 2019.
Quando lo sviluppo della versione al livello del mare è stato completato e testato a inizio 2015, Blue annunciò l'intenzione di sviluppare una versione del motore per operare nel vuoto.
Nel Gennaio 2016, la US Air Force ha fornito fondi ad Orbital ATK per sviluppare un ugello espandibile per il BE-3U.

## BE-3U
Per il futuro veicolo di lancio orbitale di Blue Origin si sta sviluppando una variante del BE-3 per stadi superiori. A Novembre 2015, è stato stabilito che il motore avrebbe avuto una spinta nel vuoto di 670 kN. Un ugello espandibile è sotto sviluppo da inizio 2016.

## Specifiche tecniche
Le performance della versione al livello del mare del motore includono:
- Spinta: 490 kN (110,000 lbf) a piena potenza;[2][7]
- Capacità di riduzione della spinta: 89 kN (20,000 lbf)[6]